# Уилинг (Западная Виргиния)
Уилинг, устар. «Вилинг» (англ. Wheeling) — город в штате Западная Виргиния, США. Город практически полностью находится в округе Огайо и является его административным центром, часть Уилинга расположена в округе Маршалл. В 2010 году в городе проживало 28 486 человека. Город является четвёртым по численности населения в штате.
Уилинг является коммерческим и индустриальным центром северной Западной Виргинии. Главный город метрополитенского статистического ареала Уилинга (население 147 950 человек).

## География
Уилинг расположен на реке Огайо. Согласно бюро переписи населения США, общая площадь города — 41,47 км², из которых: 35,72 км² — земля и 5,75 км² (13,87 %) — вода.
Уилинг расположен в часе езды от Питтсбургского международного аэропорта.

## История
Часть долины реки Огайо около Уилинга была заселена с доисторических времён. Название города происходит от индейского слова, означающего «место для головы». На излучине реки Уилинг-Крик для белых поселенцев был поставлен угрожающий знак в виде отрубленной головы белого человека. Долину реки исследовали французские поселенцы (в 1739 и 1749 годах), Кристофер Гист в 1751 году и Джордж Вашингтон в 1770 году.
Первое поселение, названное Занесберг, было основано в 1769 году. В 1797 году Уилинг стал окружным центром, а в 1806 году получил городскую хартию.
Архитектура города: множество жилых домов викторианской эпохи. На индустриальных зданиях видны старые надписи, напоминающие о золотом веке Уилинга. 
В гостинице McLure Hotel в центре останавливались президент Франклин Рузвельт и актриса Мэрилин Монро.

## Население
По данным переписи 2010 года население Уилинга составляло 28 486 человека (из них 46,9 % мужчин и 53,1 % женщин), было 12 816 домашних хозяйства и 6949 семей. 28 210 человек проживают в округе Огайо, 276 человек — в округе Маршалл. Расовый состав: белые — 91,2 %, афроамериканцы — 5,1 %, азиаты — 0,9 % и представители двух и более рас — 2,4 %.
По возрастному диапазону население города распределилось следующим образом: 18,5 % — жители младше 18 лет, 4,3 % — между 18 и 21 годами, 56,6 % — от 21 до 65 лет и 20,6 % — в возрасте 65 лет и старше. Средний возраст населения — 45,2 года. На каждые 100 женщин приходилось 88,4 мужчины, при этом на 100 совершеннолетних женщин приходилось уже 85,2 мужчин сопоставимого возраста.
Из 12 816 домашних хозяйств 37,6 % представляли собой совместно проживающие супружеские пары (11,9 % с детьми младше 18 лет), в 12,7 % домохозяйств женщины проживали без мужей, в 4,0 % домохозяйств мужчины проживали без жён, 45,8 % не имели семьи. В среднем домашнее хозяйство вели 2,11 человека, а средний размер семьи — 2,84 человека.
В 2014 году из 23 286 трудоспособных жителей старше 16 лет имели работу 12 567 человек. При этом мужчины имели медианный доход в 40 575 долларов США в год против 31 502 долларов среднегодового дохода у женщин; медианный доход на семью оценивался в 55 625 $, на домашнее хозяйство — в 36 085 $. Доход на душу населения — 24 831 $. 13,9 % от всего числа семей и 19,9 % от всей численности населения находилось на момент переписи за чертой бедности.
Динамика численности населения:
|  |

## Климат
| Показатель                                | Янв. | Фев. | Март | Апр. | Май  | Июнь | Июль | Авг. | Сен. | Окт. | Нояб. | Дек. | Год  |
| ----------------------------------------- | ---- | ---- | ---- | ---- | ---- | ---- | ---- | ---- | ---- | ---- | ----- | ---- | ---- |
| Средний суточный максимум, °C             | 1,0  | 2,8  | 10,5 | 16,5 | 21,6 | 26,0 | 28,1 | 27,8 | 23,8 | 16,3 | 10,7  | 3,8  | 15,7 |
| Средняя температура, °C                   | −1,6 | −0,1 | 6,2  | 11,6 | 16,4 | 21,0 | 23,2 | 22,7 | 18,9 | 12,2 | 7,2   | 1,4  | 11,6 |
| Средний суточный минимум, °C              | −4,8 | −3,5 | 1,7  | 6,9  | 11,4 | 16,0 | 18,1 | 17,5 | 13,9 | 8,1  | 3,4   | −1,3 | 7,3  |
| Норма осадков, мм                         | 68   | 64   | 87   | 76   | 110  | 97   | 124  | 91   | 84   | 54   | 84    | 80   | 1019 |
| Источник: weatheronline.uk, World Climate |      |      |      |      |      |      |      |      |      |      |       |      |      |

## Транспорт
Проходят через Уилингский тоннель автомагистрали I-70 и U.S. Route 250.